# Afrikai zsírfarkú juh

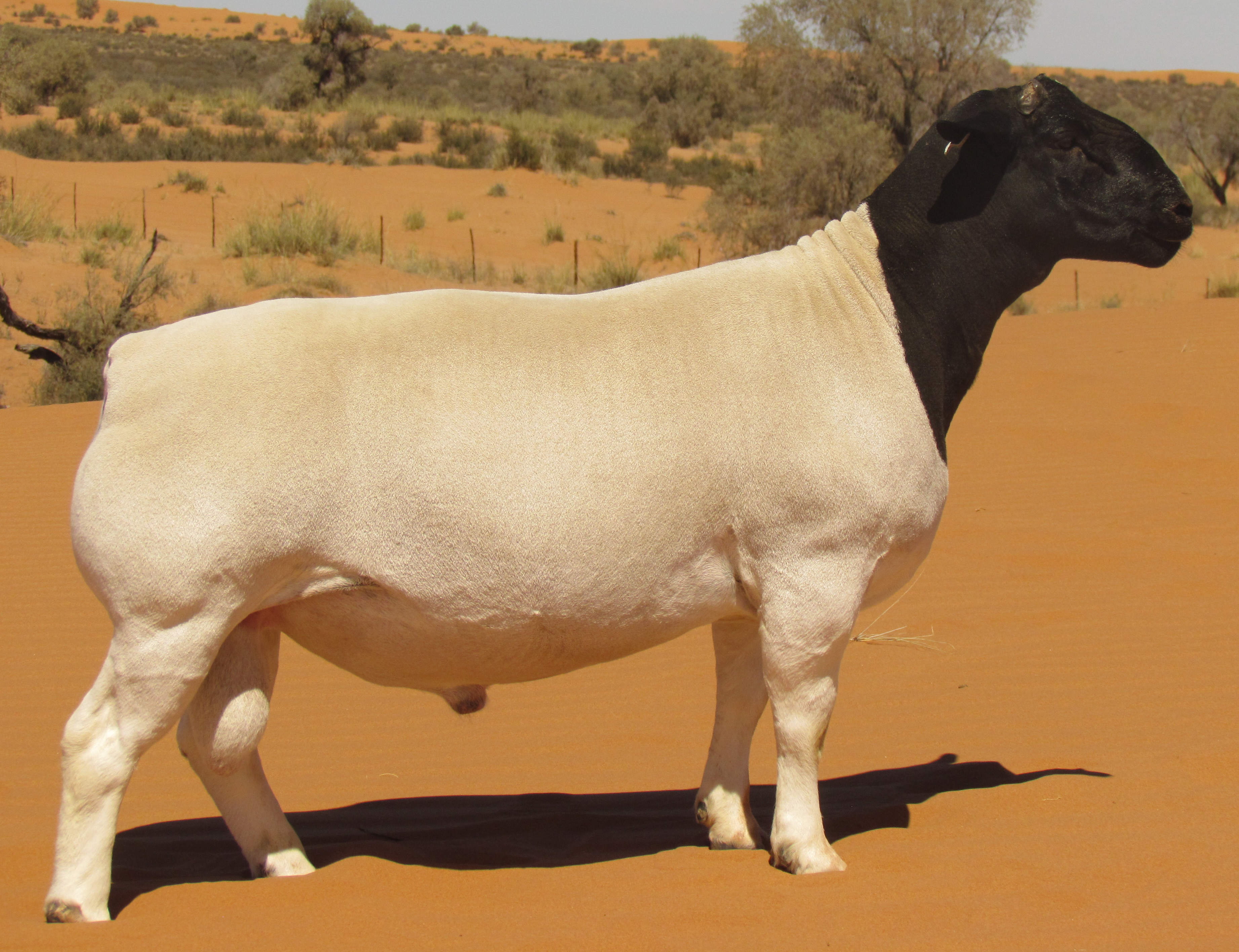
Az állat oldalról

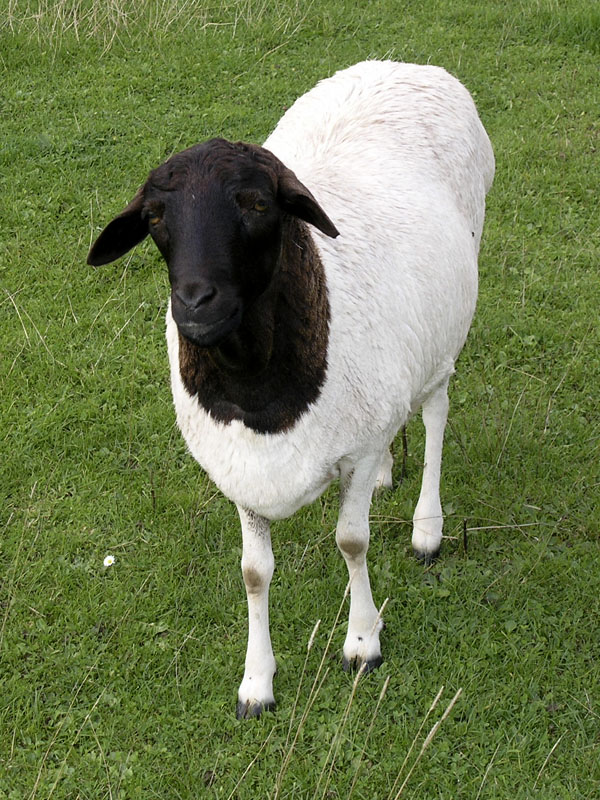
és szemből

Az afrikai zsírfarkú juh (eredeti neve: Dorper) a legősibb afrikai juhfajta Dél-Afrikában. Jellegzetessége, hogy az egyedek az ínséges időkre egy zsírpárnát növesztenek a farukon, aminek a segítségével azután átvészelhetik a tápanyagban és vízben szegényebb időszakokat is.

## Története
A kövérfarkú juhok már Krisztus idejében is megjelentek Afrika északi részén, ahonnan azután a görögök tovább hurcolták őket és más fajtákkal keresztezték. Ebből az ősi típusból származnak a későbben háziasított fajták. Az afrikai zsírfarkú juhok már i. sz. 400 és 600 között megjelentek Közép-Kelet- és Északkelet-Afrikában, ahol a hottentotta nép tenyésztette őket. A klasszikus afrikai zsírfarkú juhok két altípusban váltak külön a tenyésztés során, az egyik az Afrikai ronderib típus lett, a másik pedig a namaka, vagy afrikai namaka.
Az igazi afrikai bennszülött típust a ronderib afrikaner képviseli, amely nagyobb részben alkotja az afrikai zsírfarkú juh populációt. Jellegzetessége, hogy szélsőséges környezeti feltételek mellett is meg tudnak maradni. A juhok viszonylag karcsúak és nyurgák, a farkuk pedig vastag és kövér, mert az itt tárolt zsírban és a benne megkötött vízből, tudnak energiát nyerni az életben maradáshoz. A ronderib bárányok voltak az első juhok, amelyeket azután bevittek Ausztráliába, az első szállítmány 1788-ban érkezett meg az országba. A 21. században ez a fajta ritkasággá vált.
A Namaqua Afrikaner vagy namaka zsírfarkú juh természete azonos a ronderib juhéval, kedveli a száraz területeket, az alacsony hőmérsékletet jól tűri. A kisbárányok születési súlya a 4,3-4,6 kg között van, a kosok súlya kifejletten elérheti az 58 kg-ot is.

## Típusai
- Feketefejű perzsa juh
- Zulu juh, vagy Nguni
- Pedi juh
- Red Maasai juh
- Van Rooy juh, Van Rooy fehér perzsa